# Spreetal
Spreetal är en kommun i Landkreis Bautzen i förbundslandet Sachsen i Tyskland. Kommunen har cirka 1 800 invånare.